# 圣巴托洛梅-德贝哈尔
圣巴托洛梅-德贝哈尔（西班牙語：San Bartolomé de Béjar）是西班牙卡斯蒂利亚-莱昂阿维拉省的一个市镇。总面积17平方公里，总人口69人（2001年），人口密度4人/平方公里。